# Complemento di agente
Nella sintassi della frase semplice, il complemento d'agente indica, in presenza di un verbo in forma passiva, la persona o l'animale che compie l'azione indicata dal verbo, cioè l'agente.

## Esempi
- Cappuccetto Rosso è stata ingannata dal lupo.
- La nonna è stata divorata dal lupo.
- Cappuccetto Rosso è stata salvata dal taglialegna.

Quando l'azione è compiuta da un ente inanimato (compresi gli animali, se sono considerati come tali) si parla di complemento di causa efficiente.
Secondo le grammatiche scolastiche, risponde alle domande da chi?, ad opera di chi?. Appartiene alla categoria dei complementi indiretti.

## Come si presenta il complemento
Il complemento può essere costituito da:
- un sostantivo preceduto dalla preposizioni da o dalla locuzione avverbiale da parte di
- ne; per esempio: "la nonna ricevette il lupo e ne fu mangiata".[2]

Nelle frasi attive, soggetto logico e soggetto grammaticale coincidono; in quelle passive, invece, il soggetto logico è il complemento di agente (o di causa efficiente), distinto dal soggetto grammaticale, che concorda con il verbo in forma passiva.